# Andorranische Volleyballnationalmannschaft der Männer
Die andorranische Volleyballnationalmannschaft der Männer ist die Auswahl andorranischer Volleyballspieler, die die Federació Andorrana de Voleibol (FAV) bei internationalen Turnieren und Länderspielen repräsentiert. 1987 trat der nationale Verband dem Weltverband Fédération Internationale de Volleyball (FIVB) bei.

## Internationale Wettbewerbe

### Weltmeisterschaften
Andorra konnte sich bisher weder für eine Weltmeisterschaft noch für eine Europameisterschaft qualifizieren. Die Olympischen Spiele sowie der World Cup fanden bisher ebenfalls ohne Andorra statt. Auch an der Weltliga und der Europaliga nahm Andorra bisher nicht teil.
Bei den Spielen der kleinen Staaten von Europa erzielte Andorra folgende Ergebnisse:
- Zweiter Platz 1995, 2005, 2009
- Dritter Platz 1997
- Vierter Platz 1987, 2001, 2003, 2007
- Fünfter Platz 1999
- Sechster Platz 2011
- Siebter Platz 1989, 1991, 1993